# Christian Odzuck
Christian Odzuck (* 1978 in Halle (Saale)) ist ein deutscher Künstler.

## Leben und Werk
Christian Odzuck studierte von 2000 bis 2004 Kommunikationsdesign an der Hochschule Düsseldorf und von 2005 bis 2010 an der Kunstakademie Düsseldorf bei Rita McBride. Er nahm zusätzlich an Veranstaltungen von Hubert Kiecol, David Rabinowitch und Walter Nikkels teil. Odzuck unterrichtet als Lehrbeauftragter am Fachbereich Design (Peter Behrens School of Arts) und wurde 2007 als Gastprofessor zum College for Art and Design nach Wuhan, China berufen. Von 2010 bis 2012 leitet Odzuck das Institut für Monumentalbildhauerei und Verehrung von Bruno Sacco.
Christian Odzuck bewegt sich mit seinen Objekten, architektonischen Projekten und Installationen an der Schwelle von Kunst und Architektur.
Er wurde 2014 mit dem Förderpreis für bildende Kunst der Landeshauptstadt Düsseldorf und dem Brachum-Kunstpreis ausgezeichnet.

## Ausstellungen

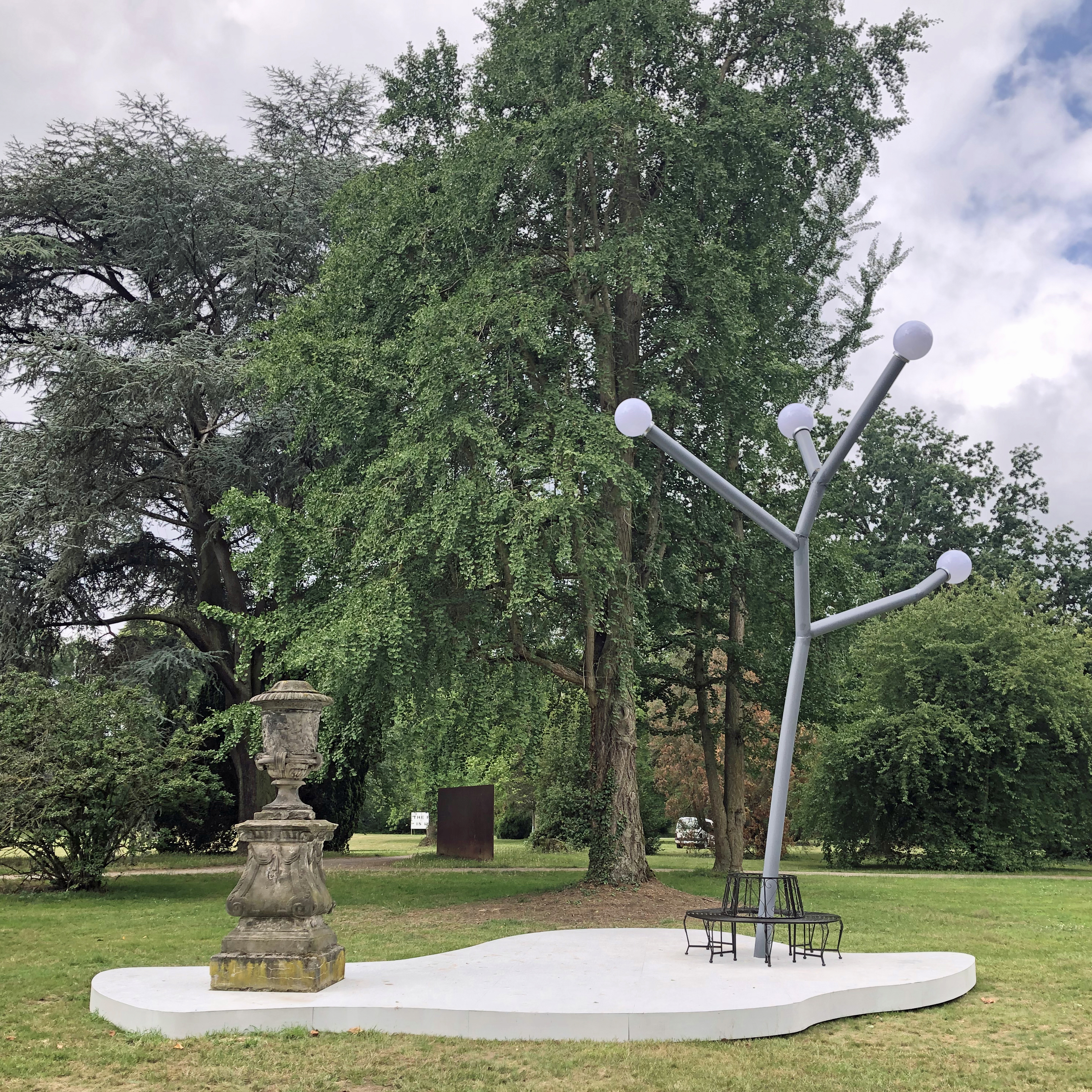
I don‘t want to ruin your willpower, Mixed Media, 2020

### Einzelausstellungen (Auswahl)
- 2023: Casa Sensa Noma, Kunsthalle Lingen, Lingen
- 2022: A piece of marl, Skulpturenmuseum Marl, Marl
- 2021: Transfer, KÖR Kunst im öffentlichen Raum, Wien[4]
- 2020: Atlanten, Kunst am Moltkeplatz, Essen
- 2018: I carry the dust of a journey, S2 Sommergallery, Tel Aviv[5]
- 2017: against representation, Kunsthaus Nordrhein-Westfalen, Kornelimünster
- 2016: Mondovisione, Syndicate, Köln
- 2015: Brachum Pavillon (for G.B.), Brachum Kunstpreis, Rheda-Wiedenbrück
- 2013: Capital social – Hotel Chaleroi, Chaleroi
- 2013: Rings of Supersonic Steel, Verein für Raum und Form in der bildenden Kunst, Wien
- 2012: Atomic Tube Sand, Goetheinstitut, Chicago
- 2012: Narvik – The simplest thought like the concept of the number one, Simultanhalle, Köln
- 2011: Grid the city! The play called Boxmeer, Boxmeer
- 2010: Krisen & Utopien I: Christian Odzuck – Parade of Progress, Neuer Kunstverein Wuppertal, Wuppertal
- 2009: Illumination brut, Grafisches Kabinett, Düsseldorf

### Gruppenausstellungen (Auswahl)
- 2022: Hanging gardens of Wanssum, Nieuwe Uitzichten, Museum van Bommel van Dam, Venlo
- 2020: Internationaler Skulpturenpark 2020 im Lantz’schen Park, Düsseldorf-Lohausen
- 2019: Walking through Walls, Gropiusbau, Berlin[6]
- 2018: Nieteum – Willkommen im Labyrinth, Museum Marta, Herford
- 2018: Ultra Ex Orbit – Von fremden Ländern in eigenen Städten, MAP, Düsseldorf
- 2018: Posidonia, Deutsche Oper am Rhein, Düsseldorf
- 2017: OFF OFD – Skulptur Projekte, Münster
- 2017: Longli International New Media Art Festival, Longli
- 2017: Extension – Under new management, Something stronger than me, Wiels Contemporary Art Centre, Brüssel
- 2016: Mies van der Rohe. The MoMA Collages, Ludwig Forum für Internationale Kunst, Aachen
- 2016: Extension at Kunsthalle, Kunsthalle Düsseldorf
- 2016: Pavillon, Villa Romana, Florenz
- 2015: Thomas Musehold und Christian Odzuck Philara-Sammlung zeitgenössischer Kunst, Düsseldorf
- 2014: Polytopos, B1|A40 II, Urbane Künste Ruhr, Dortmund
- 2014: Förderpreisträger/-in der Landeshauptstadt Düsseldorf 2014, Kunstraum Düsseldorf
- 2014: Podróbka – Die Avantgarde gibt nicht auf, Gedanska Galeria Miejska, Danzig
- 2013: Ein Ahnungsloser Traum vom Park 2012 – * * 2014 Phase 2 Museum Abteiberg, Mönchengladbach[7]
- 2012: Latitude Video Festival, Southwold
- 2011: High Quality for serving the society, Xi’an China International Horticultural Exposition, Xi’an
- 2011: Room + Object, Part IX: Space Images … Image Room, Kunstverein Gelsenkirchen, Gelsenkirchen
- 2010: Pictorale molto male, Sugaryphotographs, Antwerpen
- 2010: You Can Leave Your Hat On, Schmela Haus Kunstsammlung NRW, Düsseldorf
- 2010: 64. Bergische Kunstausstellung Kunstmuseum Solingen, Solingen
- 2010: Sense of wonder Museum Ostwall im Dortmunder U, Dortmund
- 2009: Utopie des Raums, Museum of Modern Art, Bischkek

### Werke im öffentlichen Raum
- 2023: KIOSK (for G.T.), Kunsthaus Nordrhein-Westfalen, Kornelimünster[8]
- 2021: Dammtor Teatrino Scientifico, Bahnhof Hamburg Dammtor, Hamburg
- 2015: Brachum Pavillon (for G.B.), Brachum Kunstpreis, Rheda-Wiedenbrück
- 2015: Gustaves Park, Urbane Künste Ruhr, Essen
- 2014: Geozentrik, Museum Abteiberg, Mönchengladbach

## Publikationen

### Bücher
- Casa Senza Noma. Stürz Bücher, Berlin 2024, ISBN 978-3-9822471-8-2.
- Geozentrik. Stürz Bücher, Berlin 2024, stürz secundo (First edition 2014) ISBN 978-3-9822471-9-9.
- KIOSK (for G.T.). Stürz Bücher, Berlin 2023, ISBN 978-3-9822471-4-4.
- Garagen. Stürz Bücher, Berlin 2023, stürz secundo (First edition 2007) ISBN 978-3-9822471-7-5.
- Fassade/Raum. Stürz Bücher, Berlin 2023, stürz secundo (First edition 2005) ISBN 978-3-9822471-6-8.
- Sulla Rampa: Atlanten - I don´t want to ruin your willpower. Stürz Bücher, Berlin 2022, ISBN 978-3-9822471-5-1.
- Dammtor Teatrino Scientifico. StrzeleckiBooks, Köln 2021, ISBN 978-3-946770-86-2.
- Nieteum. StrzeleckiBooks, Köln 2019, ISBN 978-3-946770-54-1.
- Panopticonism. StrzeleckiBooks, Köln 2019, ISBN 978-3-946770-55-8.
- I carry the dust of a journey. StrzeleckiBooks, Köln 2018, ISBN 978-3-946770-39-8.
- OFF OFD. Koenig Books, London 2017, ISBN 978-3-96098-188-6.
- Scharneitel. Rheinverlag, Düsseldorf 2017, ISBN 978-3-944574-53-0.
- Danzig, Reconstruction and Interpretation. Rheinverlag, Düsseldorf 2017, ISBN 978-3-944574-52-3.
- Neviges. Rheinverlag, Düsseldorf 2015, ISBN 978-3-944574-36-3.
- Stratos – Mad gamble for domination – ruine blanche. Rheinverlag, Düsseldorf 2013, ISBN 978-3-944574-29-5.
- Narvik – The simplest thought like the concept of the number one. StrzeleckiBooks, Köln 2018, ISBN 978-3-942680-30-1.
- Grid the city! The play called Boxmeer. SMAK, Düsseldorf 2011.

## Belege
1. ↑  Urbane Kunst Ruhr Christian Odzuck, abgerufen am 19. März 2017.
2. ↑  njuuz Künstlergespräch mit Christian Odzuck im Neuen Kunstverein Wuppertal, abgerufen am 19. März 2017.
3. ↑  Museumsverein Mönchengladbach Christian Odzuck, Geozentrik abgerufen am 19. März 2017.
4. ↑  koer.or.at Webseite von KÖR Kunst im öffentlichen Raum abgerufen am 26. März 2024.
5. ↑  sommergallery.com Webseite von Sommergallery abgerufen am 20. März 2024.
6. ↑  moussemagazine.it Webseite von moussemagazine abgerufen am 16. April 2020.
7. ↑  Museum Abteiberg Ein ahnungsloser Traum vom Park Phase 2.1 2014 28. Juni – 21. September 2014 abgerufen am 19. März 2017.
8. ↑  kunsthaus.nrw Webseite von Kunsthaus NRW Kornelimünster abgerufen am 26. März 2024.

| Personendaten    | Personendaten       |
| ---------------- | ------------------- |
| NAME             | Odzuck, Christian   |
| KURZBESCHREIBUNG | deutscher Bildhauer |
| GEBURTSDATUM     | 1978                |
| GEBURTSORT       | Halle/Saale         |